# United Records
United Records war ein US-amerikanisches Musiklabel der 1950er Jahre in Chicago, Illinois.
Die unabhängige Schallplattenfirma United Records existierte von Juli 1951 bis Dezember 1957 und wurde von dem Chicagoer Geschäftsmann Leonard Allen in Zusammenarbeit mit Lew Simpkins geleitet. Auf dem Label entstanden in dieser Zeit Aufnahmen von Künstlern wie Tab Smith, Jimmy Forrest („Night Train“), Gene Ammons, Memphis Slim, Roosevelt Sykes, Robert Nighthawk, Tiny Grimes and His Rocking Highlanders, Leo Parker („Cool Leo“), Paul Bascomb sowie der Vokalensembles The Four Blazes, The Moroccos und The Staple Singers. Erste Veröffentlichung war unter der Nummer U-101 „Fine and Brown“/„Lucky Blues“ von Roosevelt Sykes and his Honey Drippers.
Im Mai 1952 kam das Schwester-Label States Records hinzu. Auf United erschienen insgesamt 116 Singles, hinzu kamen zwei 10-inch-LPs, jedoch keine 12-inch-LPs mehr. Den größten Erfolg hatte United mit den Einspielungen von Tab Smith, von dem insgesamt 85 Titel eingespielt wurden und 24 Singles erschienen, außerdem die erste LP des Labels.
Nach dem Ende des Unternehmens übernahm Savoy Records die Masterbänder mit Aufnahmen von Gene Ammons und den Staple Singers. Das restliche Material der United-Aufnahmen erwarb Bob Koester, der es als Wiederveröffentlichung auf Delmark Records in LP- und CD-Form veröffentlichte.